# 帕拉纳波埃马
帕拉纳波埃马是巴西巴拉那州的一个市镇。总面积175.874平方公里，总人口2781人，人口密度15.8人/平方公里。